# Radar de mesure balistique
Pour les articles homonymes, voir radar (homonymie).
Un radar de mesure balistique est un radar utilisé pour mesurer, grâce à l'effet Doppler-Fizeau, certaines caractéristiques du mouvement d'un projectile sur un segment de sa trajectoire situé ou non hors d'un canon.

## Description
Le type et la forme du projectile importent peu. Son calibre est en pratique compris entre 1 mm (par exemple un éclat) et quelques dizaines de centimètres (missile). 
Ce radar de type Doppler, à l'architecture semblable à celle d'un modèle de poursuite, produit et utilise une onde entretenue et ne peut fournir que des mesures de vitesse ou de ses résultantes. En général, on mélange le signal émis avec celui retourné ce qui donne un battement dont la fréquence est proportionnelle à la vitesse.
Il peut mesurer:
- vitesse linéaire (il s'agit souvent de la vitesse à la bouche),
- vitesse de rotation
- coefficient de traînée

Grâce à un ordinateur parfois intégré certains équipements représentent schématiquement la trajectoire.

## Détails techniques
La gamme de mesure de vitesses s'étend de 10 m/s à 3000 m/s, ce qui correspond à la majorité des applications relevant de la balistique. Pour effectuer une bonne mesure de vitesse correcte les coordonnées x, y et z exprimant la position du radar Doppler par rapport à la bouche du canon de l'arme sont acquises ou saisies au millimètre près dans le logiciel d'analyse et de traitement des données afin d'y apporter les corrections nécessaires. Le radar est associé à une détection de départ de coup  par lueur (cellule photovoltaïque) ou par le son (microphone). La précision de la mesure est alors inférieure à 0,1 %. Les fréquences d'émission en mode CW (onde continue ou « continuous wave » en anglais) couramment utilisées sont 10,525 GHz et 35,525 GHz. 
La distance de mesure est fonction du calibre et de la fréquence d'émission du radar Doppler. La fréquence de 35,5 GHz permet par exemple de mesurer la vitesse du projectile dans le canon de l'arme (mesure dite "in bore") grâce à l'utilisation de réflecteurs métalliques de radiofréquences (pour un calibre de 20mm par exemple). Une version 76 GHz est applicable aux plus petits calibres, sur une distance très courte. La fréquence de 35,525 GHz permet d'obtenir une résolution 3,3 fois meilleure qu'à la fréquence de 10,525 GHz, mais la distance de mesure est presque 4 fois plus faible.